# Municipio de Nippenose
El municipio de Nippenose  (en inglés: Nippenose Township) es un municipio ubicado en el condado de Lycoming en el estado estadounidense de Pensilvania. En el año 2000 tenía una población de 729 habitantes y una densidad poblacional de 26.3 personas por km².

## Geografía
El municipio de Nippenose se encuentra ubicado en las coordenadas 41°11′34″N 77°13′43″O / 41.19278, -77.22861.

## Demografía
Según la Oficina del Censo en 2000 los ingresos medios por hogar en la localidad eran de $40,357 y los ingresos medios por familia eran $45,469. Los hombres tenían unos ingresos medios de $33,958 frente a los $19,167 para las mujeres. La renta per cápita para la localidad era de $18,118. Alrededor del 6,0% de la población estaban por debajo del umbral de pobreza.